# Sõrandu
Sõrandu is een plaats in de Estlandse gemeente Järva, provincie Järvamaa. De plaats heeft de status van dorp (Estisch: küla).
Tot in oktober 2017 behoorde Sõrandu tot de gemeente Koigi. In die maand ging Koigi op in de fusiegemeente Järva.

## Bevolking
Het dorp had 89 inwoners op 31 december 2011 en 87 inwoners op 31 december 2021.